# تشاه دشت محمد خان 5 (صحرا بردسكن)
تشاه دشت محمد خان 5 (بالإنجليزية: Chah-e Dasht Mohammad Khan 5)‏ هي مستوطنة تقع في إيران في قسم صحرا الريفي.